# Trolleybus de Vilnius
Le trolleybus de Vilnius est un réseau de trolleybus qui dessert l'agglomération de Vilnius en Lituanie.

## Réseau actuel

### Aperçu général
Vilnius compte 22 lignes de trolleybus.
| Ligne n° | Itinéraire                                                         |
| -------- | ------------------------------------------------------------------ |
| 1        | Karoliniškės–Žvėrynas–Gare de Vilnius                              |
| 2        | Saulėtekis–Žygimantų g.–Gare de Vilnius                            |
| 3        | Antakalnis–Žygimantų g.–Žvėrynas–Karoliniškės                      |
| 4        | Žemieji Paneriai–Antakalnis                                        |
| 6        | Žirmūnai–Kalvarijų g.–Jono Basanavičiaus g.–Žemieji Paneriai       |
| 7        | Pašilaičiai–Justiniškės–Žvėrynas–Gare de Vilnius                   |
| 9        | Karoliniškės–Šeimyniškių g.–Šiaurės miestelis                      |
| 10       | Antakalnis–Kalvarijų g.–Naujininkai                                |
| 11       | Antakalnis–Kalvarijų g.–Karoliniškės–Pašilaičiai                   |
| 12       | Žirmūnai–Šeimyniškių g.–Jono Basanavičiaus g.–Žemieji Paneriai     |
| 13       | Pašilaičiai–Justiniškės–Žemieji Paneriai                           |
| 14       | Saulėtekis–Žygimantų g.–Jono Basanavičiaus g.–Gerosios Vilties st. |
| 15       | Stotis-Žemieji Paneriai–Titnago g.                                 |
| 16       | Pašilaičiai–Lazdynai–Gare de Vilnius                               |
| 17       | Žirmūnai–Naujininkai                                               |
| 18       | Pašilaičiai–Justiniškės–Žemieji Paneriai–Titnago g.                |
| 19       | Pašilaičiai–Konstitucijos prospektas–Antakalnis–Saulėtekis         |
| 20       | Žirmūnai–Žygimantų g.–Pylimo g.–Gare de Vilnius                    |
| 21       | Saulėtekis–Šilo tiltas–Žirmūnai                                    |
| 22       | Pašilaičiai-Justiniškės-Žemieji Paneriai                           |

### Matériel roulant
Le réseau compte 353 véhicules pour exploiter les différentes lignes :
- Škoda 14Tr : 270 exemplaires (1982-1989)
- Škoda 14TrM : 26 exemplaires (1998-1999)
- Škoda 15Tr : 5 exemplaires (1990)
- Solaris Trollino 15T AC : 45 exemplaires (2004-2006)
- Amber Vilnis 12 AC : 5 exemplaires (2012-2013)
- Jelcz M121E : 2 exemplaires (1998)

Matériel Passé: MTB 82, Skoda 8tr, Skoda 9tr